# Мацудзака, Тори
Тори Мацудзака (яп. 松坂 桃李 Мацудзака Тори, род. 17 октября 1988 года) — японский актёр и модель. Наибольшую известность ему принесла роль Такэру Сибы/Шинкен Красного в сериале «Отряд Самураев — Шинкенджеры» (2009—2010), в одноимённом сезоне сериала «Super Sentai». Также сыграл главные роли телесериалах «Сирена» (2015), «Идеальный мир» (2019) и в фильме «Сегодня начнётся наша любовь» (2012).

## Личная жизнь
10 декабря 2020 года Мацудзака женился на актрисе Эрике Тода, его партнёрша по фильму 2015 года «Первоапрельская шутка».
28 ноября 2022 года стало известно, что Мацудзака и Тода впервые станут родителями, 4 мая 2023 года Мацудзака впервые стал отцом.

## Фильмография

### Телесериалы
| Год        | Название                                                                 | Роль                       | Телеканал | Примечания                    | Ссылка |
| ---------- | ------------------------------------------------------------------------ | -------------------------- | --------- | ----------------------------- | ------ |
| 2009– 2010 | «Отряд Самураев — Шинкенджеры»                                           | Такэру Сиба/Шинкен Красный | TV Asahi  | Главная роль                  | [ 4 ]  |
| 2009       | «Камэн Райдер Декейд»                                                    | Такэру Сиба/Шинкен Красный | TV Asahi  | 24 - 25 эпизоды               |        |
| 2010       | «Клон»                                                                   | Хиро Кикути                | TBS       |                               |        |
| 2010       | «Золото»                                                                 | Коу Саотомэ                | Fuji TV   |                               |        |
| 2011       | «Весна в "Асуко"»                                                        | Аруто Йокояма              | TV Asahi  |                               |        |
| 2011       | «Королевские воры»                                                       | Рэй Камимура               | TBS       | Главная роль                  |        |
| 2011       | «Детектив Конан: Вызов Кудо Шиничи - Загадка таинственной птицы-легенды» | Хэидзи Хаттори             | NTV       | 9 эпизод                      |        |
| 2012       | «Детектив Конан: Кудо Шиничи и дело об убийстве синсэнгуми из Киото»     | Хэидзи Хаттори             | NTV, YTV  |                               |        |
| 2012       | «Уме-чан-сэнсэй»                                                         | Нобуо Ясуока               | NHK       | Асадора                       | [ 4 ]  |
| 2012       | «Неразлучные души: отцы, сыновья и крушение JAL 123»                     | Котаро Огура               | WOWOW     |                               |        |
| 2013       | «Reverse~ Keishichō sōsaikka Team Z»                                     | Тору Эгами                 | NTV       | Главная роль; ТВ-фильм        |        |
| 2013       | «Великолепная пятёрка»                                                   | Харуто Ниими               | TBS       |                               |        |
| 2013       | «Цветочные узы»                                                          | Коуити Китаками            | Fuji TV   |                               |        |
| 2013       | «Данда Рин ~ инспектор труднадзора»                                      | Кадзуя Минамисандзё        | NTV       |                               |        |
| 2014       | «Стратег Камбэй»                                                         | Курода Нагамаса            | NHK       | 25 - 50 эпизоды; Тайга дорама | [ 4 ]  |
| 2014       | «Почему, будучи слепым, я стал адвокатом»                                | Кэнсукэ Окава              | TBS       | Главная роль; ТВ-фильм        |        |
| 2015       | «Сирена»                                                                 | Синобу Сатоми              | Fuji TV   | Главная роль                  |        |
| 2015       | «Библиотечные войны: Книга воспоминаний»                                 | Сатоси Тэдзука             | TBS       | ТВ-фильм                      |        |
| 2016       | «Да, я не напрягаюсь, и что?»                                            | Кадзутоё Ямадзи            | NTV       |                               | [ 5 ]  |
| 2017       | «Виртуальный детектив Хигураси Табито»                                   | Табито Хигураси            | NTV       | Главная роль                  |        |
| 2017–18    | «Варотэнка»                                                              | Токити Китамура            | NHK       | Асадора                       | [ 4 ]  |
| 2018       | «В этом уголке мира»                                                     | Сюсаку Ходзё               | TBS       |                               | [ 6 ]  |
| 2019       | «Идатэн»                                                                 | Юкиаки Ивата               | NHK       | Тайга дорама                  | [ 7 ]  |
| 2019       | «Идеальный мир»                                                          | Ицуки Аюкава               | Fuji TV   | Главная роль                  |        |
| 2020       | «Улыбающиеся люди»                                                       | Тосими Нито                | TV Asahi  | Главная роль; Телефильм       |        |
| 2020       | «4 Загадочные истории»                                                   | Хироки Кисимото            | Fuji TV   | Телефильм                     | [ 8 ]  |
| 2021       | «О кризисе здесь и моих симпатиях»                                       | Макото Кандзаки            | NHK       | Главная роль                  | [ 9 ]  |
| 2021       | «Если бы я поцеловал тебя тогда»                                         | Нодзому Момоти             | TV Asahi  | Главная роль                  | [ 10 ] |
| 2023       | «Повторить жизнь»                                                        | Масару Танабэ              | NTV       |                               |        |
| 2023       | «Давай разведёмся»                                                       | Таиси Сёдзи                | Netflix   |                               |        |
| 2023       | «Живой»                                                                  | Сюн Куросо                 | TBS       |                               | [ 11 ] |
| 2025       | «Миками-сэнсэй»                                                          | Такаси Миками              | TBS       | Главная роль                  |        |

### Фильм
| Год  | Название                                                               | Роль                       | Примечания   | Ссылка        |
| ---- | ---------------------------------------------------------------------- | -------------------------- | ------------ | ------------- |
| 2009 | «Отряд Самураев — Шинкенджеры. Фильм: Битва за спасения мира»          | Такэру Сиба/Шинкен Красный | Главная роль |               |
| 2010 | «Отряд Самураев — Шинкенджеры против Го-онджеров: Киноэкран! Бам!!»    | Такэру Сиба/Шинкен Красный | Главная роль |               |
| 2010 | «Отряд Самураев — Шинкенджеры: Возвращение»                            | Такэру Сиба/Шинкен Красный | Главная роль |               |
| 2010 | «Смертельная игра»                                                     | Сёудай Токунага            | Главная роль |               |
| 2011 | «Небесный Отряд — Госейджеры против Шинкенджеров: Герои на Киноэкране» | Такэру Сиба/Шинкен Красный | Главная роль |               |
| 2011 | «Наша жизнь в то время»                                                | Синтаро Мацуи              |              | [ 12 ]        |
| 2011 | «Изменить мир нам не под силу, но мы можем построить школу в Камбодже» | Мицуру Хонда               |              |               |
| 2012 | «Крылья Кирина»                                                        | Юто Аояги                  |              | [ 13 ]        |
| 2012 | «Good Coming: Toru to Neko, Tamani Neko»                               | Тору                       | Главная роль |               |
| 2012 | «Король и я»                                                           | Микихико                   |              |               |
| 2012 | «Посредник»                                                            | Аюми Сибуя                 | Главная роль | [ 14 ]        |
| 2012 | «Сегодня начнётся наша любовь»                                         | Цубаки Кьёта               | Главная роль |               |
| 2013 | «Гатчаман»                                                             | Кэн Васио                  | Главная роль | [ 15 ]        |
| 2013 | «Бордель изменил мою жизнь»                                            | Синсаку                    |              |               |
| 2014 | «Команда Батиста. Финал: Портрет Кербероса»                            | Хидэки Такизава            |              |               |
| 2014 | «Универсальный оценщик Q: Взгляд Моны Лизы»                            | Юто Огасавара              |              |               |
| 2015 | «Маэстро»                                                              | Синити Косака              | Главная роль | [ 16 ] [ 17 ] |
| 2015 | «Первоапрельская шутка»                                                | Ватару Макино              |              |               |
| 2015 | «Император в августе»                                                  | Кэндзи Хатанака            |              | [ 18 ]        |
| 2015 | «Пара пустяков»                                                        | Тэн чан                    |              |               |
| 2015 | «Библиотечные войны: Последняя миссия»                                 | Сатоси Тэзука              |              |               |
| 2015 | «Хищник»                                                               | Гондо                      |              |               |
| 2016 | «Обещание жизни»                                                       | Такуя Саваи                |              |               |
| 2016 | «Десять смельчаков Санады»                                             | Киригакурэ Сайдзо          |              |               |
| 2016 | «Совершенно секретно»                                                  | Кацухиро Судзуки           |              | [ 19 ]        |
| 2016 | «Её любовь кипятит воду»                                               | Такуми Мукаи               |              |               |
| 2016 | «Тетрадь смерти: Свет нового мира»                                     | Беппо (голос)              |              |               |
| 2017 | «Чудо: Любители того дня»                                              | Дзин                       | Главная роль |               |
| 2017 | «Птицы, имен которых она не знала»                                     | Макото Мидзусима           |              | [ 20 ]        |
| 2017 | «Юригокоро»                                                            | Рёсукэ                     |              |               |
| 2018 | «Невозможность защиты»                                                 | Тадаси Усобуки             | Главная роль |               |
| 2018 | «Кровь одинокого волка»                                                | Сюити Хиока                |              | [ 21 ]        |
| 2018 | «Мальчик по вызову»                                                    | Рё Моринака                | Главная роль |               |
| 2019 | «Журналист»                                                            | Такуми Сугихара            | Главная роль |               |
| 2019 | «Спящий Иванэ»                                                         | Иванэ Сакадзаки            | Главная роль | [ 22 ]        |
| 2019 | «Медоносные пчёлы и раскаты грома»                                     | Акаси Такасима             |              | [ 23 ]        |
| 2020 | «Обещанный Неверленд»                                                  | Таинственный человек       |              | [ 24 ]        |
| 2021 | «Пробел»                                                               | Наото Аояги                | Главная роль | [ 25 ]        |
| 2021 | «Станция жизни»                                                        | Сэйдзи Норо                |              | [ 26 ]        |
| 2021 | «Кровь одинокого волка 2»                                              | Сюити Хиока                | Главная роль | [ 21 ]        |
| 2021 | «В те дни»                                                             | Микито Цуруги              | Главная роль | [ 27 ]        |
| 2022 | «Блуждающая луна»                                                      | Фуми Саэки                 | Главная роль | [ 28 ]        |
| 2022 | «Шёпот сердца»                                                         | Сэйдзи Амасава             | Главная роль | [ 29 ]        |
| 2022 | «Фрагменты последней воли»                                             | Кэнзо Мацуда               |              | [ 30 ]        |
| 2023 | «Новый Камэн Райдер»                                                   | K (голос)                  |              | [ 31 ]        |
| 2023 | «Да, я не напрягаюсь, и что?: Фильм»                                   | Казутоё Ямадзи             |              | [ 5 ]         |
| 2024 | «Всё о Суоми»                                                          | Дзаэмон Токати             |              | [ 32 ]        |
| 2025 | «Снежный цветок»                                                       | Касахара Рёсаку            | Главная роль | [ 33 ]        |
| 2025 | «Наша бесконечная песня»                                               | Юта Мамия                  | Главная роль | [ 34 ]        |
| 2025 | «На передовой»                                                         | Нобутака Татэмацу          | Главная роль | [ 35 ]        |

### Постановки и Мюзиклы
| Год  | Дата                     | Названия                                                   | Место проведения | Роль                   | Примечания              |
| ---- | ------------------------ | ---------------------------------------------------------- | --- | ---------------------- | ----------------------- |
| 2011 | 7–16 января              | «Гинга Эйю: Дэнсэцу, Легенда о героях Галактики»           | Aoyama Theatre | Райнхард фон Лоэнграмм |                         |
| 2012 | 9, 12, 26, 27 мая        | «Рассказывание историй - Что рассказывает Кэндзи Миядзава» | Setagaya Public Theatre | Рассказчик             | Режиссёр: Мина Курияма  |
| 2013 | 13 апреля - 12 мая       | «Страна Цвета Шекспира Серия 11 - Генрих IV»               | Sainokuni Saitama Arts Theater, Tokyo (13 апреля - 2 мая 2013); Umeda Arts Theater, Osaka (7–12 мая 2013)                                                     | Генрих IV              | Режиссёр: Юкио Нинагава |
| 2014 | 7 января - 19 февраля    | «Десять смельчаков Санады»                                 | Aoyama Theater, Tokyo (7 января - 2 февраля 2014); Umeda Arts Theater, Osaka (7–19 февраля 2014)                                                              | Киригакуре Сайзо       |                         |
| 2014 | 29 августа - 21 сентября | «Любители истории»                                         | Setagaya Public Theatre (29 августа - 14 сентября 2014); Morinomiya Piloti Hall, Osaka (18–21 сентября 2014)                                                  | Дакин                  |                         |
| 2016 | 26 августа - 4 сентября  | «Мальчик по вызову»                                        | Tokyo Metropolitan Theatre Tokyo (26 августа - 4 сентября 2016); Umeda Arts Theater, Osaka (7–11 сентября 2016); The Grand Hall, Kurume (14–15 сентября 2016) | Рё Моринака            |                         |
| 2018 | 29 июня - 29 июля        | «ТРИЛОГИЯ МАКГОУЭНА»                                       | Toyohashi Arts Theatre (29 июня - 1 июля 2018); Hyogo Performing Arts Center (4–8 июля 2018);Sainokuni Saitama Arts Theater (13–29 июля 2018)                 | Виктор Макгоуэн        |                         |
| 2019 | 8 февраля - 11 марта     | «Страна Цвета Шекспира Серия 34 - Генрих V»                | Sainokuni Saitama Arts Theater, Tokyo (8–24 февраля 2019); Sendai Bank Hall, Sendai (2–3 марта 2019); Umeda Arts Theater, Osaka (7–11 марта 2019)             | Генрих V               |                         |

### Анимационные фильмы
| Год  | Названия          | Роль                                | Ссылка |
| ---- | ----------------- | ----------------------------------- | ------ |
| 2019 | «Здравствуй, мир» | Наоми Катагаки, через 10 лет спустя | [ 37 ] |
| 2023 | «Син-тян 2023»    | Мицуру Хирия                        | [ 38 ] |

### Японский дубляж
| Год  | Названия                    | Роль                  | Ссылка |
| ---- | --------------------------- | --------------------- | ------ |
| 2016 | «Приключения Паддингтона»   | Медвежонок Паддингтон | [ 39 ] |
| 2018 | «Приключения Паддингтона 2» | Медвежонок Паддингтон |        |
| 2021 | «Охотник на монстров»       | Охотник               | [ 40 ] |

### Фотобук
- TAO (25 октября 2011)

## Награды и номинации
| Год  | Премия                                   | Категория                             | Номинируемая работа                                                                                      | Результат | Ссылка |
| ---- | ---------------------------------------- | ------------------------------------- | --- | --------- | ------ |
| 2012 | 85-я Премия Кинэма Дзюмпо                | Лучший новый актёр                    | «Изменить мир нам не под силу, но мы можем построить школу в Камбодже», «Наша жизнь в то время»          | Победа    | [ 41 ] |
| 2012 | 33-й Кинофестиваль в Йокогаме            | Лучший дебют                          | «Изменить мир нам не под силу, но мы можем построить школу в Камбодже», «Наша жизнь в то время»          | Победа    | [ 42 ] |
| 2012 | 37-я Hochi FFilm Awards                  | Лучший актёр                          | «Посредник»                                                                                              | Номинация |        |
| 2012 | 25-я Nikkan Sports Film Awards           | Премия Юдзиро Исихары за лучший дебют | «Посредник», «Крылья Кирина»                                                                             | Победа    | [ 43 ] |
| 2013 | 36-я Премия Японской киноакадемии        | Лучший новый актёр                    | «Посредник», «Крылья Кирина», «Сегодня начнётся наша любовь»                                             | Победа    | [ 44 ] |
| 2013 | 38-я Elan d'or Awards                    | Новичок года                          | | Победа    | [ 45 ] |
| 2013 | 21-я Hashida Awards                      | Премия новичка                        | «Уме-чан-сэнсэй»                                                                                         | Победа    |        |
| 2013 | 22-я Japanese Movie Critics Awards       | Лучший актер в главной роли           | «Посредник»                                                                                              | Победа    | [ 46 ] |
| 2015 | 40-я Hochi Film Awards                   | Лучший актёр второго плана            | «Император в августе»                                                                                    | Номинация |        |
| 2015 | 28-я Nikkan Sports Film Awards           | Лучший актёр второго плана            | «Император в августе»                                                                                    | Номинация |        |
| 2016 | 58-я Премия Голубой ленты                | Лучший актёр второго плана            | «Император в августе»                                                                                    | Номинация | [ 47 ] |
| 2016 | 11-й Фестиваль азиатских фильмов в Осаке | Лучший актёр второго плана            | «Император в августе»                                                                                    | Победа    | [ 48 ] |
| 2016 | 41-й Hochi Film Awards                   | Лучший актёр второго плана            | «Её любовь кипятит воду»                                                                                 | Номинация |        |
| 2017 | 42-я Hochi Film Awards                   | Лучший актёр второго плана            | «Птицы, имен которых она не знала»                                                                       | Номинация |        |
| 2017 | 30-я Nikkan Sports Film Awards           | Лучший актёр второго плана            | «Птицы, имен которых она не знала»                                                                       | Номинация |        |
| 2018 | 39-й Кинофестиваль в Йокогаме            | Лучший актёр второго плана            | «Птицы, имен которых она не знала»                                                                       | Победа    | [ 49 ] |
| 2018 | 60-я Премия Голубой ленты                | Лучший актёр второго плана            | «Птицы, имен которых она не знала»                                                                       | Номинация | [ 50 ] |
| 2018 | 10-й TAMA Film Awards                    | Лучший актёр                          | «Кровь одинокого волка», «Мальчик по вызову», «Птицы, имен которых она не знала», «Невозможность защиты» | Победа    | [ 51 ] |
| 2018 | 43-й Hochi Film Awards                   | Лучший актёр                          | «Невозможность защиты», «Мальчик по вызову»                                                              | Номинация | [ 52 ] |
| 2018 | 43-й Hochi Film Awards                   | Лучший актёр второго плана            | «Кровь одинокого волка»                                                                                  | Номинация |        |
| 2018 | 31-я Nikkan Sports Film Awards           | Лучший актёр                          | «Мальчик по вызову», «Невозможность защиты»                                                              | Победа    | [ 53 ] |
| 2019 | 40-й Кинофестиваль в Йокогаме            | Лучший актёр второго плана            | «Кровь одинокого волка»                                                                                  | Победа    | [ 54 ] |
| 2019 | 61-я Премия Голубой ленты                | Лучший актёр                          | «Мальчик по вызову»                                                                                      | Номинация | [ 55 ] |
| 2019 | 61-я Премия Голубой ленты                | Лучший актёр второго плана            | «Кровь одинокого волка»                                                                                  | Победа    | [ 56 ] |
| 2019 | 28-я Tokyo Sports Film Award             | Лучший актёр второго плана            | «Кровь одинокого волка»                                                                                  | Победа    | [ 57 ] |
| 2019 | 14-й Фестиваль азиатских фильмов в Осаке | Лучший актёр второго плана            | «Кровь одинокого волка»                                                                                  | Победа    | [ 58 ] |
| 2019 | 73-я Кинопремия Майнити                  | Лучший актёр второго плана            | «Кровь одинокого волка»                                                                                  | Номинация | [ 59 ] |
| 2019 | 92-я Премия Кинэма Дзюмпо                | Лучший актёр второго плана            | «Кровь одинокого волка»                                                                                  | Победа    | [ 60 ] |
| 2019 | 42-я Премия Японской киноакадемии        | Лучший актёр второго плана            | «Кровь одинокого волка»                                                                                  | Победа    | [ 61 ] |
| 2019 | 44-я Hochi Film Awards                   | Лучший актёр второго плана            | «Медоносные пчёлы и раскаты грома»                                                                       | Номинация |        |
| 2019 | 32-я Nikkan Sports Film Awards           | Лучший актёр                          | «Журналист»                                                                                              | Номинация |        |
| 2019 | 32-я Nikkan Sports Film Awards           | Лучший актёр второго плана            | «Медоносные пчёлы и раскаты грома»                                                                       | Номинация |        |
| 2020 | 39-я Zenkoku Eiren Awards                | Лучший актёр                          | «Журналист»                                                                                              | Победа    | [ 62 ] |
| 2020 | 62-я Премия Голубой ленты                | Лучший актёр                          | «Журналист»                                                                                              | Номинация | [ 63 ] |
| 2020 | 62-я Премия Голубой ленты                | Лучший актёр второго плана            | «Медоносные пчёлы и раскаты грома»                                                                       | Номинация |        |
| 2020 | 43-я Премия Японской киноакадемии        | Лучший актёр                          | «Журналист»                                                                                              | Победа    | [ 64 ] |
| 2021 | 46-я Hochi Film Awards                   | Лучший актёр                          | «Кровь одинокого волка 2», «В те дни»                                                                    | Номинация | [ 65 ] |
| 2021 | 46-я Hochi Film Awards                   | Лучший актёр второго плана            | «Станция жизни», «Пробел»                                                                                | Номинация |        |
| 2021 | 34-я Nikkan Sports Film Awards           | Лучший актёр                          | «Кровь одинокого волка 2»                                                                                | Номинация |        |
| 2022 | 43-й Кинофестиваль в Йокогаме            | Лучший актёр                          | «Пробел», «Станция жизни», «Станция жизни»                                                               | Победа    | [ 66 ] |
| 2022 | 17-й Фестиваль азиатских фильмов в Осаке | Лучший актёр                          | «Пробел»                                                                                                 | Победа    | [ 67 ] |
| 2022 | 64-я Премия Голубой ленты                | Лучший актёр                          | «Кровь одинокого волка 2», «Станция жизни»                                                               | Номинация | [ 68 ] |
| 2022 | 45-я Премия Японской киноакадемии        | Лучший актёр                          | «Кровь одинокого волка 2»                                                                                | Номинация | [ 69 ] |
| 2022 | 14-я TAMA Film Awards                    | Лучший актёр                          | «Блуждающая луна»                                                                                        | Победа    | [ 70 ] |
| 2022 | 35-я Nikkan Sports Film Awards           | Лучший актёр                          | «Блуждающая луна» и «Шёпот сердца»                                                                       | Номинация | [ 71 ] |
| 2023 | 46-я Премия Японской киноакадемии        | Лучший актёр                          | «Блуждающая луна»                                                                                        | Номинация | [ 72 ] |

## Журналы
- Fineboys
- SJ STREET and Takei Emi
- FINEBOYS
- CEDAR CREST
- Audition
- Puma Meets
- Koi.Men
- GC
- ACTORS Magazine
- Shibuya 109 MEN'S!

## CF
- GHANNA
- ACUO
- Lotte (2012)